# Casu marzu
Casu marzu (também denominado casu modde, casu cundhídu, ou em italiano formaggio marcio) é um tradicional queijo sardo feito com leite de ovelha, cuja fama vem do emprego de larvas vivas de mosca em sua maturação. Embora posto na ilegalidade por razões de ordem sanitária, é encontrado no mercado negro da Sardenha, região italiana na qual é produzido. Casu marzu significa literalmente "queijo podre" em sardo e é conhecido popularmente como queijo de verme.
Derivado do queijo pecorino, o casu marzu vai além da típica fermentação, chegando a um estágio que muitos considerariam uma decomposição, produzida pela ação digestiva das larvas de uma das espécies de mosca-do-queijo, a Piophila casei. Estas larvas são deliberadamente introduzidas no queijo, promovendo um nível avançado de fermentação e quebrando os lipídios do queijo. A textura do queijo torna-se muito macia, com a produção de líquido (denominado lágrima, lagrima em sardo). As larvas em si são translúcidas e brancas, possuindo 8 mm de comprimento. Quando perturbadas, essas larvas podem se lançar a distâncias de até 15 cm. Algumas pessoas retiram as larvas antes de comer o queijo, outras não.
O jornal The Washington Post incluiu um artigo do Wall Street Journal sobre o casu marzu como uma das notícias mais estranhas de 2000.

## Fermentação
A variedade casu marzu é feita ao se deixar grandes peças do queijo pecorino em ambiente aberto por tempo suficiente para que fermente. Durante o processo de fermentação, os ovos da mosca-do-queijo Piophila casei são introduzidos no queijo ou uma fêmea de Piophila casei põe seus ovos no queijo, excedendo às vezes 500 ovos por vez. Os ovos posteriormente tornam-se larvas que começam a penetrar no queijo, comendo-o. O ácido do sistema digestivo dos vermes quebra os lipídios do queijo, fazendo o queijo tornar-se muito macio, como descrito anteriormente. Ao tempo de se consumir o queijo, um Casu marzu típico conterá milhares de larvas.

## Consumo
O casu marzu é considerado tóxico quando as larvas no queijo morrem. Por causa disso, somente os queijos com larvas ainda vivas são consumidos. Quando o queijo fermentou o bastante, é cortado em finas fatias e espalhado no pão sardo umedecido ("pane carasau"), para ser servido com um vinho tinto forte. Os moradores da região acreditam que o casu marzu seja afrodisíaco. Em função da possibilidade de as larvas se lançarem até 15 cm quando perturbadas, os consumidores põem suas mãos em cima do lanche para impedir que as larvas atinjam seus rostos ou seus olhos. Aqueles que não querem comer larvas vivas colocam o queijo num saco. As larvas, sem oxigênio, pulam muito e produzem um som característico. Quando o som diminui, as larvas estão mortas e o queijo pode ser comido.

## Perigos
Muitas questões de intoxicações alimentares são levantadas acerca da relação com o queijo casu marzu, inclusive relatos anedóticos de alergia alimentar e o perigo de se consumir o queijo que se tornou tóxico. Adicionalmente, há algum risco de miíase entérica, ou infecção intestinal provocada por larvas. Os sintomas incluem náusea, vômito, dor abdominal e diarreia sanguinolenta. As larvas de Piophila casei são muito resistentes ao meio ácido estomacal humano e podem continuar vivas após a passagem pelo estômago, vivendo por algum tempo nos intestinos e causando lesões estomacais e outros problemas gastrointestinais. As larvas possuem poderosos ganchos bucais que podem lacerar as paredes estomacais ou intestinais.
O governo da Sardenha tornou o queijo ilegal por razões sanitárias e os infratores podem sofrer pesadas multas. No entanto, é possível comprar o casu marzu no mercado negro, onde é vendido pelo dobro do preço de um queijo pecorino normal.

## Outras variações regionais
Há outras variedades de queijos produzidos com larvas de mosca na Europa. A mais similar é encontrada no Piemonte, na qual o processo de fermentação não é totalmente análogo ao do casu marzu. Por exemplo, o queijo de leite de cabra é deixado ao ar livre até os ovos de Piophila casei serem naturalmente postos no queijo. Mas em seguida o queijo é posto em processo de maturação com vinho branco, uvas e mel, impedindo a emersão das larvas e dando ao queijo um sabor forte. Adicionalmente, em outras regiões europeias há queijos que dependem de artrópodes vivos para amadurecer e constituir sabor, tais como o alemão Milbenkäse e o francês Mimolette.